# Cristian Ugalde
Cristian Ugalde García  (Barcelona, 19 de octubre de 1987) es un exjugador de balonmano español que jugaba de extremo izquierdo. Su último equipo fue el Tatabánya KC. Fue un componente de la selección de balonmano de España.
Su debut con el 1r equipo del FC Barcelona en la Liga ASOBAL fue el 20 de octubre de 2004, un día después de cumplir 17 años, ante el BM Granollers. Posteriormente su debut con la Selección Nacional Absoluta llegó el 15 de junio de 2007 y ya cuenta con 131 internacionalidades y 288 goles (actualizado 10/04/16). Para la temporada 2012-2013 firmó por el MKB Veszprem KC un contrato para las próximas tres temporadas. En su segundo año de contrato, renovó hasta junio de 2018.
Destacó por su velocidad y eficacia. Así mismo en el Mundial de Suecia de 2011 se consolidó también como buen defensor gracias a su actuación de avanzado, reafirmando su papel en el Europeo de Serbia 2012. Con el paso de su madurez, ha ido ganando experiencia y le ha hecho ser un jugador completo, ya que puede realizar acciones defensivas y ofensivas. Es graduado en Ciencias de la Actividad Física y del Deporte por la Universidad Camilo José Cela en 2018.

## Equipos
- FC Barcelona (2004 - 2012)
- MKB Veszprém KC  (2012 - 2018)
- TSV Hannover-Burgdorf (2018-2020)
- AEK Atenas (2020-2022)
- Grundfos Tatabanya KC (2022-2024)

## Palmarés

### Selección nacional
| Campeonato Mundial | Campeonato Mundial | Campeonato Mundial | Campeonato Mundial |
| Año                | Lugar              | Medalla            |                    |
| ------------------ | ------------------ | ------------------ | ------------------ |
| 2011               | Suecia             | Medalla de bronce  |                    |
| Campeonato Europeo |                    |                    |                    |
| Año                | Lugar              | Medalla            |                    |
| 2014               | Dinamarca          | Medalla de bronce  |                    |
| 2016               | Polonia            | Medalla de plata   |                    |

### Fútbol Club Barcelona
- 2 Copa de Europa de Balonmano: 2004-2005/ 2010-2011
  - Finalista en 2010
- 3 Liga ASOBAL: 2005-2006/ 2010-2011/ 2011-2012
- 3 Supercopa de España de Balonmano: 2006-2007/ 2008-2009/ 2009-2010
- 6 Liga de los Pirineos: 2005-2006/ 2006-2007/ 2007-2008/ 2009-2010/ 2010-2011/ 2011-2012
- 3 Copa del Rey de Balonmano: 2006-2007/ 2008-2009/ 2009-2010
- 2 Copa Asobal: 2009-2010/ 2011-2012

### MKB Veszprém KC
- 2 Supercopa Húngara: 2014-2015/ 2015-2016
- 6 Copa de Hungría de balonmano: 2012-2013/ 2013-2014 / 2014-2015 / 2015-2016 / 2016-2017 / 2017-2018
- 5 Liga Húngara Nemzeti Bajnokság I: 2012-2013 / 2013-2014/ 2014-2015 / 2015-2016 / 2016-2017
- 2 Liga SEHA: 2014-2015 / 2015-2016
  - Finalista en 2017
- Finalista en Copa de Europa de Balonmano: 2014-2015/ 2015-2016
- Finalista en Super Globe 2015-2016

### TSV Hannover-Burgdorf
- 13º en la Bundesliga de balonmano 2019
- 4º en la Bundesliga de balonmano 2020
- 2x Semifinalista en Copa de Alemania (DHB Pokal): 2018-2019/ 2019-2020
- Cuartos de final en Liga Europea de la EHF: 2018-2019

### AEK Athens HC
- 1 Copa Griega de Balonmano: 2020-2021
- 1 EHF European Cup: 2020-2021
- 1 Liga Griega de Balonmano: 2020-2021

## Galardones Individuales
- Máximo goleador de la Supercopa Asobal 2009-2010.
- Medalla de oro Real Orden del Mérito Deportivo 2013.
- Medalla de plata al Mérito Deportivo en Balonmano por la Real Federación Española de Balonmano (RFEBM) 2014.
- Incluido en el 7 ideal en la Final4 de la Liga SEHA 2016.
- Incluido en el 7 ideal en la Final4 de la EHF Champions League 2016.